# Villa Dall'Ava
Villa Dall'Ava is een villa in Saint-Cloud bij Parijs.
De villa werd ontworpen door de Nederlandse architect Rem Koolhaas en staat in de gemeente Saint-Cloud (Avenue Clodoald, 92210 Saint-Cloud). De moderne villa staat tussen huizen uit de 19e eeuw. Villa Dall'Ava is gebouwd tussen 1985 en 1991. Het huis moest uit twee losstaande eenheden bestaan, een huis voor de ouders en een huis voor de dochter. De daken van de twee huizen worden verbonden door een structuur met een ingebouwd zwembad. Vanaf dat dak heeft men uitzicht op de Eiffeltoren en de Seine.